# Battlestar Galactica (vaisseau)
Pour les articles homonymes, voir Battlestar Galactica (homonymie).

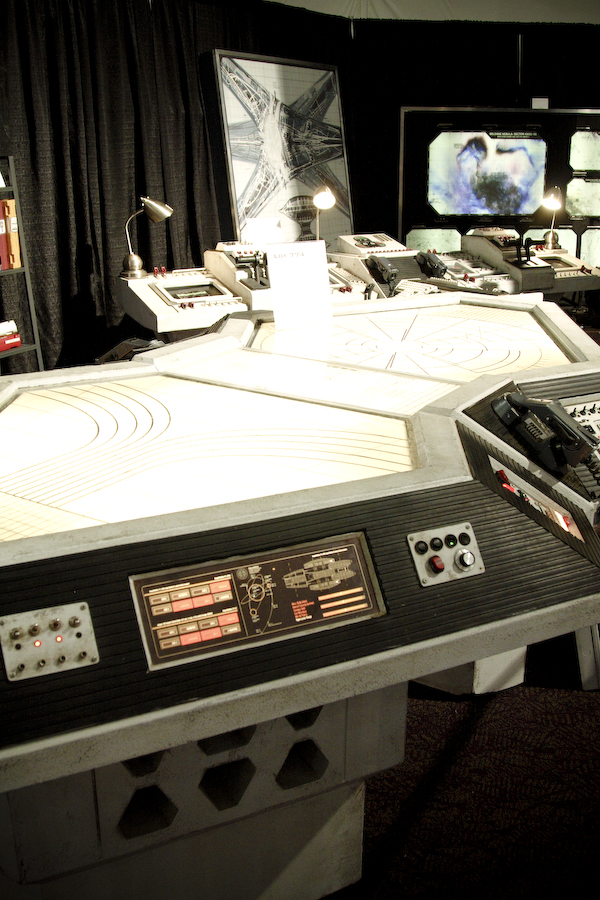
Une partie du Battlestar Galactica.

Le Battlestar Galactica est un vaisseau spatial dans les séries télévisées de science-fiction Galactica et Battlestar Galactica, de la franchise Battlestar Galactica.
Les Douze Colonies de l'Homme dans la série originale créèrent de nombreux battlestars durant leur guerre millénaire avec les cylons, dont les vaisseaux de combats s'appellent des bases cylonnes.

## DansGalactica
Il est l'un des nombreux battlestars construits par les Douze Colonies de l'Homme. Huit autres battlestars sont nommés dans la série : l’Acropolis, l’Atlantia, le Columbia, le Pacifica, le Pegasus, le Rycon, le Solaria, le Valkyrie et le Triton. Le Galactica représente la planète coloniale Caprica et son équipage est essentiellement composé de personnes venant de cette planète. Le Galactica a été construit quelque 500 ans avant la fin de la Guerre de Mille Ans (et le début de la série télévisée). Il est probable que ce soit le seul battlestar ayant survécu à la destruction des Douze Colonies, jusqu'à ce que le battlestar Pegasus soit trouvé.
Parmi les autres vaisseaux, l’Atlantia, l’Acropolis, le Pacifica et le Triton ont été détruits avec certitude à la Bataille de Cimtar dans l'épisode Galactica, la bataille de l'espace. Le battlestar Columbia est nommé dans l'épisode Le Canon de la montagne glacée, mais est considéré comme détruit également à la Bataille de Cimtar. Le Rycon est simplement mentionné comme étant le vaisseau du capitaine Kronus dans l'épisode Celestra. Le Galactica rencontre le Pegasus dans l'épisode Les Cylons attaquent.
Le Galactica est commandé par le commandant Adama. Il possède environ 150 Vipers ; nombre de ceux-ci étant les siens, d'autres provenant d'autres battlestars à la Conférence de la Paix ainsi que du Pegasus.
Les nouvelles basées sur la série originale, diverses bandes dessinées et d'autres sources ont nommé d'autres battlestars, parmi lesquels le Bellephon[pas clair], le Cerberus, l’Olympia et le Prometheus.

## DansBattlestar Galactica
Le battlestar Galactica a été l'un des douze premiers battlestars construits durant la Première Guerre cylon, 40 ans plus tôt. Il représentait la planète Caprica. Héritage d'une période presque oubliée, il est doté d'une informatique réduite à sa plus simple expression : un certain nombre d'ordinateurs considérés comme rustiques pour les contemporains de la série, qui sont à opérer chacun depuis son propre terminal, n'étant pas en réseau. Les systèmes électroniques sont eux aussi primitifs : interphones à fils pour les communications internes, imprimantes à aiguille bruyantes, aucun système informatique d'assistance pour l'appontage des vaisseaux, etc. De ce fait, le Galactica est surnommé La Poubelle par l'équipage des Battlestars les plus modernes. En réalité, les Cylons étant experts en piratage informatique, les vaisseaux de la génération du Galactica avaient été conçu pour être impossibles à pirater.
Au début des événements relatés dans la série, le battlestar Galactica est le plus ancien des douze battlestars de la Flotte Coloniale (les 11 autres de la première génération ayant déjà été démantelés). Il fait partie du Battlestar Group 75, et il est sous le commandement du commandant William Adama, secondé par le colonel Saul Tigh.
Lors de la destruction des Douze Colonies de Kobol, le Galactica venait d'effectuer sa cérémonie de désactivation et s'apprêtait à être désarmé, pour devenir un musée militaire destiné à perpétuer le souvenir de la première guerre contre les cylons et de toutes ses victimes. Lorsqu'il reçut la nouvelle du retour des cylons, le commandant Adama mit tout de suite le Galactica en position de combat. Les Vipers Mk VII moderne ayant été piratés, neutralisés puis détruits par les Cylons, ses hommes durent utiliser d'antiques Vipers Mk II datant de la guerre, qui étaient exposés dans le musée du Galactica. Le vaisseau, qui n'avait plus de munitions, dut aller se réapprovisionner dans l'ancrage de Ragnar, où les Cylons les attendaient en embuscade. Après y avoir échappé, le Galactica devint en quelque sorte le gardien de la flotte de vaisseaux abritant les derniers survivants de la race humaine.
Le Galactica est le seul battlestar, avec le Pegasus, à avoir échappé à l'attaque Cylon, les 118 autres ayant été détruits.
Initialement, le Galactica peut accueillir jusqu'à 5 000 membres d'équipage, mais ce nombre a été réduit au strict minimum à la fin de la première guerre, à 2 600 membres d'équipage, avant le désarmement complet. À la suite des évènements, la population du Galactica doit avoisiner les 5 000 personnes, sinon plus, militaires et civiles compris, à la suite des deux exodes forcés, de Caprica, puis de New Caprica, et l'ajout des pilotes et membres du personnel du Pegasus avant sa destruction.